# فرار (فیلم ۱۹۳۰)
فرار (انگلیسی: Escape) فیلمی در ژانر درام و جنایی به کارگردانی بازیل دین است که در سال ۱۹۳۰ منتشر شد. از بازیگران آن می‌توان به جرالد دو موریر و آستین تِـرِور اشاره کرد.